# Curtiss-Wright AT-9
Il Curtiss-Wright AT-9 Jeep fu un aereo da addestramento avanzato bimotore, monoposto e monoplano ad ala bassa sviluppato dall'azienda aeronautica statunitense Curtiss-Wright nei tardi anni trenta.
Realizzato per dotare i reparti di addestramento al volo di USAAF, e successivamente USAF, di un modello capace di colmare le lacune dei nuovi piloti nel passaggio tra i monomotori e i bimotori destinati al combattimento, entrò in servizio nei primi anni quaranta rimanendovi fin dopo la conclusione della seconda guerra mondiale.

## Storia del progetto
Con l'inizio della seconda guerra mondiale, benché gli Stati Uniti d'America avessero inizialmente deciso di non entrare direttamente nel conflitto, i vertici dell'United States Army Air Corps, l'allora componente aerea dell'United States Army (l'esercito statunitense), ritennero comunque fosse necessario dotarsi di nuovi modelli per far fronte alle necessità in un possibile coinvolgimento delle forze armate nazionali. Ponendo attenzione alla preparazione dei nuovi piloti destinati a utilizzare modelli bimotore, che nelle scuole di volo militari iniziavano l'addestramento con velivoli monomotore, la U.S. Army iniziò a valutare il Cessna T-50, ritenendolo adatto come addestratore avanzato già nel suo allestimento civile per la transizione di un pilota già formato a un bimotore, la cui gestione del volo era considerevolmente diversa.
Ritenuto idoneo allo scopo venne emesso un sostanzioso contratto di fornitura del T-50, che venne ridenominato AT-8, con minime modifiche all'allestimento di base e rimotorizzato con due Lycoming R-680-9; l'aereo, tuttavia, per la sua buona stabilità si rivelava un modello poco impegnativo per preparare adeguatamente i piloti destinati ai bombardieri bimotore "ad alte prestazioni" quali North American B-25 Mitchell e Martin B-26 Marauder.
L'ufficio tecnico della Curtiss-Wright si mosse anticipando una richiesta ufficiale e avviò privatamente il progetto del Curtiss-Wright CW-25, modello che nelle intenzioni dell'azienda avrebbe dovuto rispondere efficacemente a tale esigenza riproducendo caratteristiche di decollo e atterraggio di un bombardiere leggero. Il prototipo, che conservava l'impostazione generale del T-50/AT-8, riproponeva un modello compatto monoplano ad ala a sbalzo posizionata bassa sulla fusoliera che, realizzata con struttura in tubi d'acciaio saldati, integrava la cabina di pilotaggio a due posti affiancati; l'aereo era equipaggiato con due motori radiali Lycoming R-680-9, posizionati sul bordo d'entrata dei piani alari all'interno di gondole di generose dimensioni che integravano la componente anteriore del carrello d'atterraggio, con gambe di forza parzialmente retraibili con movimento retrogrado, soluzione ritenuta necessaria per raggiungere le prestazioni richieste. Fusoliera, ali e cono di coda erano rivestite in tessuto.
Il CW-25 si staccò da terra per la prima volta nel corso del 1941 e, ritenute le sue prestazioni soddisfacenti alle prove di volo, la Curtiss-Wright ottenne un contratto che si concretizzò in una fornitura iniziale di 492 esemplari.

## Utilizzatori
Stati Uniti
- United States Army Air Forces
- United States Air Force

### Annotazioni
1. ↑  Compresi il prototipo e la variante AT-9A.

### Fonti
1. ↑  Bowers 1979, p. 471.